# Křesťansko-sociální spolek žen a dívek (Olomouc)
Olomoucký Křesťansko-sociální spolek žen a dívek byl kulturní a charitativní spolek, založený v Olomouci v roce 1910. Jednalo se o druhý podobný spolek na střední Moravě, v témže roce mu předcházel stejnojmenný spolek v Přerově. Hlavními úlohami spolku byla organizace přednášek, exkurzí a dalších kulturních akcí, nemocenská péče, organizace stravování pro chudé studenty a boj proti pokrokovým učitelům. První předsedkyní byla Anna Waltrová. V roce 1924 se spolek včlenil do Svazu katolických žen a dívek Moravy, Slezska a Hlučínska.

## Historie
V roce 1905 vybídl kněz Jan Šrámek k zakládání ženských katolických spolků na střední, východní a severní Moravě, avšak i přes zvýšenou agitační činnost trvalo ještě několik let, než byla výzva přetavena v reálnou spolkovou činnost. Katoličky byly aktivní pouze fyzicky, když se protestně angažovaly na schůzích sociálních demokratů, a Josefa Krapku Náchodského strhly dokonce v Litovli z řečnické tribuny. Podmínky byly nastoleny roku 1909, když byl v Olomouci otevřen Katolický dům. Spolek byl založen na jaře roku 1910 a inspiroval se vznikem stejnojmenného spolku v Přerově. K významným osobnostem organizace patřil Ladislav Zamykal, redaktor časopisu Eva, a kněz Josef Stříž. Členská základna činila po celou dobu existence přibližně 160–170 osob. Po první předsedkyni, Anně Waltrové, nastoupila Marie Hrubanová a po ní Zdeňka Janků. Předpokladem byla také masivní účast žen na katolických akcích, zejména na Křesťansko-sociálním sjezdu v Olomouci během svatodušních svátků v roce 1909. Spolek reagoval na prudký rozvoj neklerikálního dívčího školství, zejména v souvislosti s aktivitami olomouckého (respektive přerovského) Pokrokového dívčího paedagogia.
Členové spolku se scházeli jednou měsíčně v sále v Katolickém domě. První přednáškou byl text Ladislava Zamykala o katolických spolcích českých, vzhledem k nepřítomnosti autora přečtený předsedkyní spolku, Waltrovou. Další přednášky se týkaly například různých typů nádobí užívaných v kuchyni či falšování potravin. V roce 1911 ke spolku přistoupil kroužek dam, který se na popud kněze Josefa Foltynovského začal zasazovat o poskytování obědů zdarma pro chudé studující. Ke kulturní činnosti patřilo pořádání divadelních představení. 21. května 1911 spolek umožnil ochotnické představení dramatu Pan inženýr od Antonína Smýkala, hru nacvičilo Všeodborové sdružení dělnictva Holice. V letech 1912 až 1913 se spolek napřel své síly na založení jeslí u kláštera františkánek. Spolek vydával dva časopisy. V letech 1925 až 1937 vycházel měsíčník Marta: Hlasatel křesťanského milosrdenství, v letech 1929 až 1936 časopis Farní věstník všech duchovních správ a kláštěrů Velkého Olomouce, ohlášený jako příloha Marty.
Roku 1924 se spolek začlenil do Svazu katolických žen a dívek Moravy, Slezska a Hlučínska, souhrnné organizace fungující přímo pod vedením brněnského ústředí.